# Pseudacris brimleyi
Pseudacris brimleyi — вид бесхвостых земноводных из семейства квакш. Эндемик США; назван в честь зоолога из Северной Каролины Клемента Сэмюэла Бримли (Clement Samuel Brimley).

## Внешний вид и строение
Размер некрупный: взрослые самцы достигают длины 3 см, самки 3,5 см. Окрас обычно желтовато-коричневый. На теле есть темно-коричневая или чёрная полоса, идущая от рыла до паха по обеим сторонам тела. По спине проходят три параллельные полосы, брюхо желтоватое. У некоторых особей могут быть коричневые пятна на груди. На верхней губе есть бледная полоса, простирающаяся до барабанной перепонки.

## Места обитания
Pseudacris brimleyi обитает на Атлантической прибрежной равнине от северо-востока Джорджии до юга округа Кэролайн, штат Вирджиния.
Естественная среда обитания — субтропические леса, реки, болота, пресноводные болота, пересыхающие пресноводные болота, пруды, открытые раскопки, каналы и канавы. Вид находится под угрозой потери среды обитания.